# Rollo Carpenter
Rollo Carpenter est un informaticien britannique né en 1965. 

## Biographie
Rollo Carpenter est l’auteur de deux logiciels  s’appuyant sur l’intelligence artificielle dénommés Jabberwacky et Cleverbot. Carpenter était le directeur de la technologie d’une nouvelle enterprise spécialisée dans les progiciels dans la Silicon Valley. Il a décidé cependant de rentrer en Angleterre pour s’occuper du travail chez l’entreprise Icogno.
En tant que directeur du management de l’entreprise Existor Ltd., Carpenter développe des logiciels basés sur l’intelligence artificielle, et destinés au divertissement, aux relations interpersonnelles, à la communication et à l’éducation. Ses logiciels George et Joan ont gagné le prix Loebner en 2005 et 2006. En 2010, Carpenter a reçu le prix de la British Computer Society’s Machine Intelligence Competition (Compétition de l’Intelligence Machine de la Société Informatique Britannique).
Rollo est le frère de l’artiste Merlin Carpenter. 

## Cleverbot
Cleverbot, une machine dotée d'une intelligence artificielle capable d'apprentissage, a subi un test de Turing aux côtés d'êtres humains, lors du festival Techniche 2011, organisé en Inde par l'IIT Guwahati, le 3 septembre 2011. Les résultats de 1334 votes ont été annoncés le lendemain, le 4 septembre 2011. Cleverbot a été jugé comme étant humain à 59,3 %, dépassant de loin les attentes, et se rapprochant du score de 63,3 % atteint par les humains,.  Pour son créateur, le résultat est-delà de ses espérances ; il précise que sa machine a davantage « prouvé sa capacité à imiter l’intelligence » que montrer qu’elle en était elle-même dotée.